# Georg Anton Abraham Urlaub

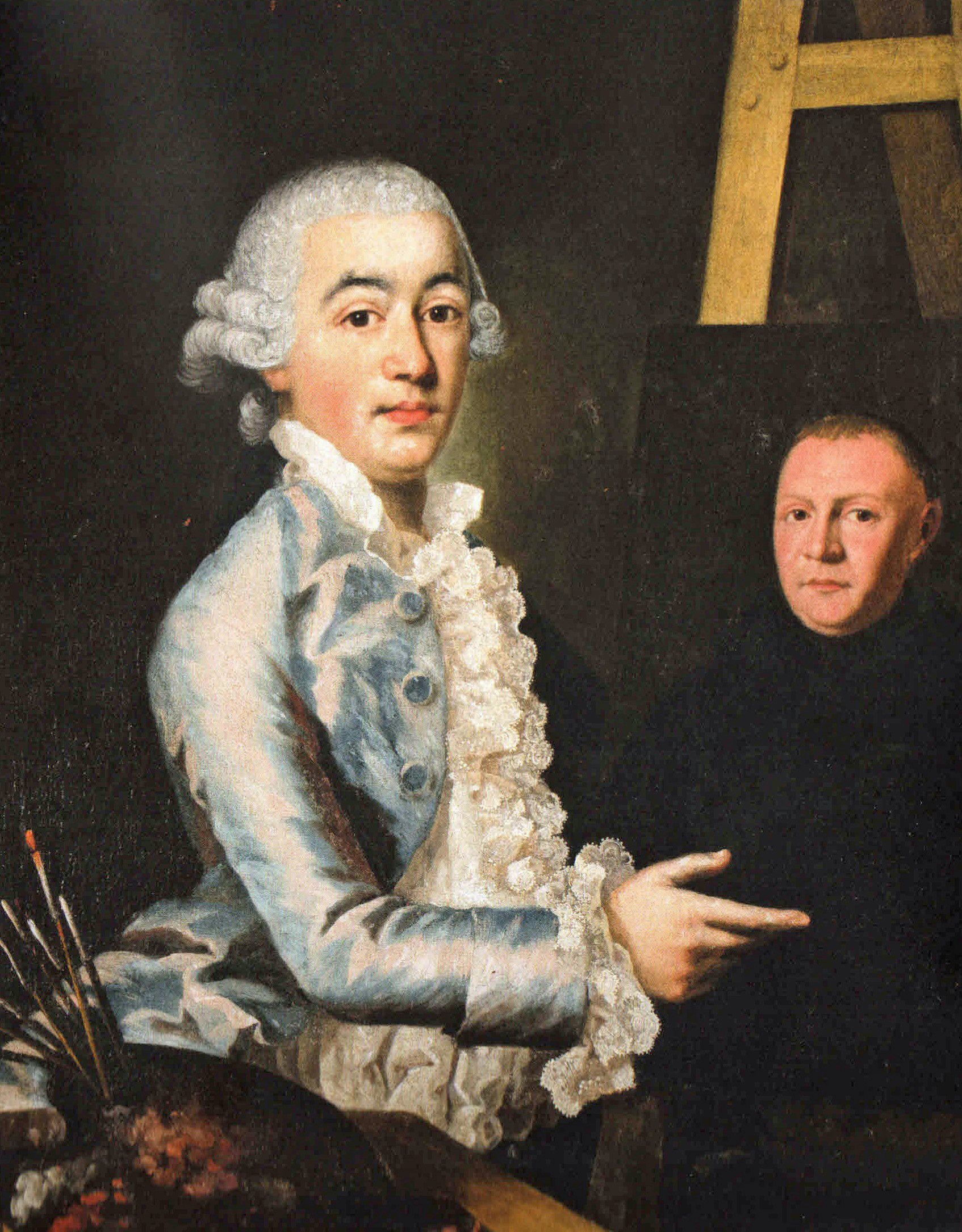
Georg Anton Abraham Urlaub, Selbstbildnis (1764)

Georg Anton Abraham Urlaub (* 31. Dezember 1744 in Kitzingen; † 31. August 1788 in Mainz) war ein fränkischer Maler des Barock.

## Leben

Signatur Georg Anton Abraham Urlaubs (obere Zeile). Er verwendete als Signatur auch GAVrlaub (mit einem tiefergestellten „G“), sodass die Initialen ein künstlerisches, verbundenes AN (für Anton) ergeben

Georg Anton Abraham Urlaub entstammte der bekannten fränkischen Malerfamilie Urlaub und wurde als Sohn des Malers Georg Christian Urlaub, dem jüngeren Bruder des Tiepolo-Schülers Georg Anton Urlaub (mit dem er nicht verwechselt werden darf), geboren. Georg Anton Abrahams Großvater war der Maler Georg Sebastian Urlaub und sein jüngerer Bruder der ebenfalls bedeutende Maler Georg Karl Urlaub. Den Vornamen „Abraham“ erhielt Urlaub, da sein Taufpate der Schmied Abraham Maier war. Zu seinen Lebzeiten ließ Georg Anton Abraham Urlaub den dritten Vornamen bei Signaturen weg, sodass er teilweise mit seinem Onkel verwechselt wurde beziehungsweise wird.
Von seinem Vater erhielt Georg Anton Abraham Urlaub Malereiunterricht und war zunächst in Würzburg tätig, anschließend in Bamberg, bis er 1770 nach Nürnberg übersiedelte, wo er als Bildnismaler tätig war. Dort konnte er für ein halbes Jahr beim Stadtgerichtsschreiber Johann Carl Ludwig wohnen. Urlaub blieb noch acht Jahre in Nürnberg und ging 1779 nach Augsburg. In Augsburg wurde er 1781 Mitglied der Kaiserlichen Franziskanischen Akademie freier Künste und Wissenschaften. Ab 1784 war Urlaub als kurfürstlicher Hofmaler in Mainz tätig.
Urlaub malte ausschließlich in Öl und Pastell und überwiegend Porträts. Charakteristisch für Urlaubs Malstil ist eine satte, brillante Farbgebung, eine detaillierte Darstellung von Stoffen sowie auch oftmals („mittels einer sorgsamen Modellierung von Köpfen und Gesichtern“) das Herausarbeiten charakterisierender Physiognomie. In Ludwig von Winckelmanns Neuem Malerlexikon heißt es über Urlaub: „Seine Stellungen in den Portraiten sind schön, und in Pelzwerken ist sein Pinsel von großer Stärke“. Als der französische Dramatiker De Beaunoir 1789 in Mainz die Sammlung des Kurfürsten und Erzbischofs Friedrich Karl Joseph von Erthal besuchte, hielt er über Urlaubs Gemälde fest, dass „die Köpfe von Feuer und Ausdruck“ und „markant und voller Leben“ seien.

## Werke (Auswahl)

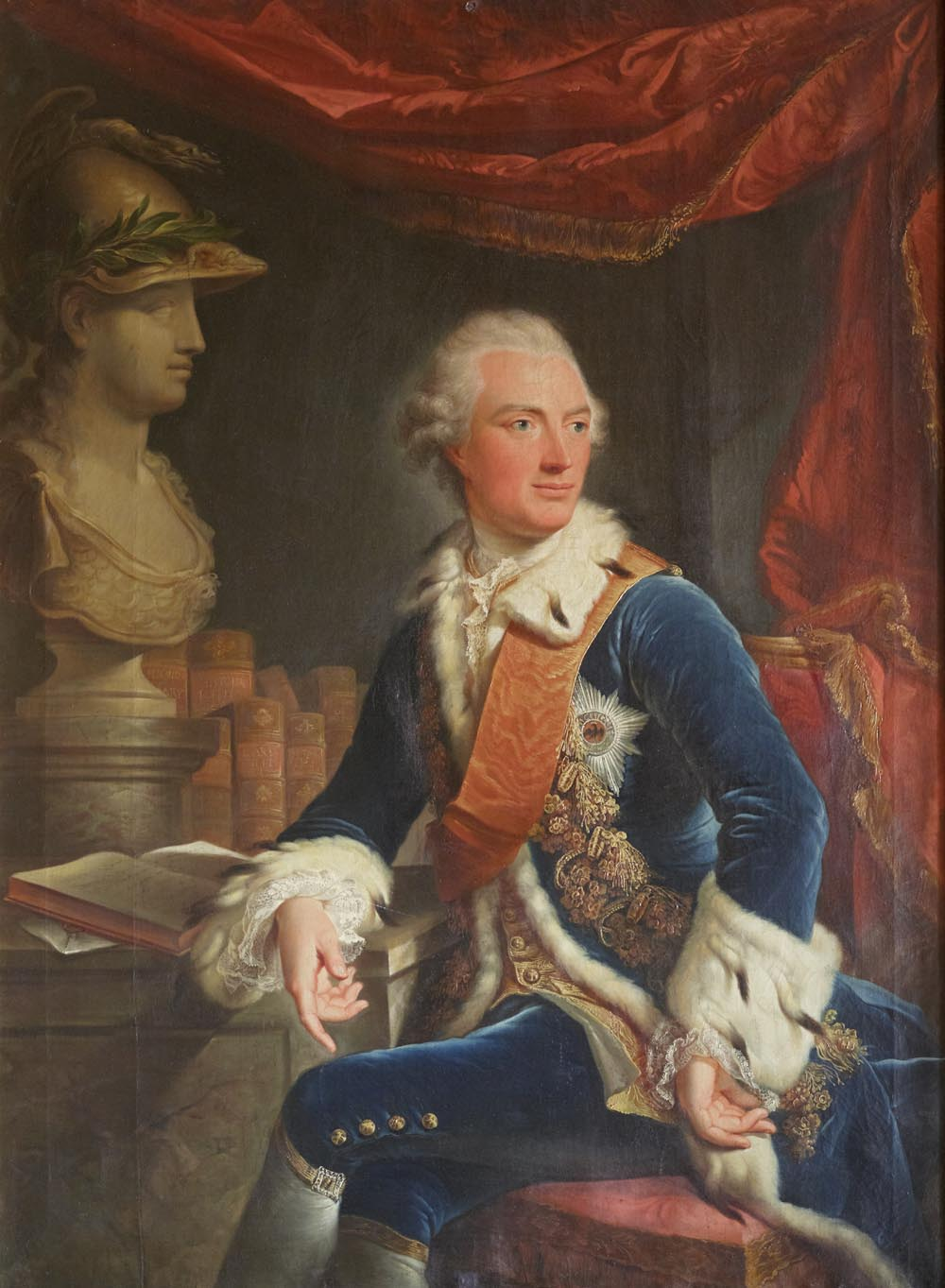
Porträt des Markgrafen Alexander von Brandenburg-Ansbach (um 1772)
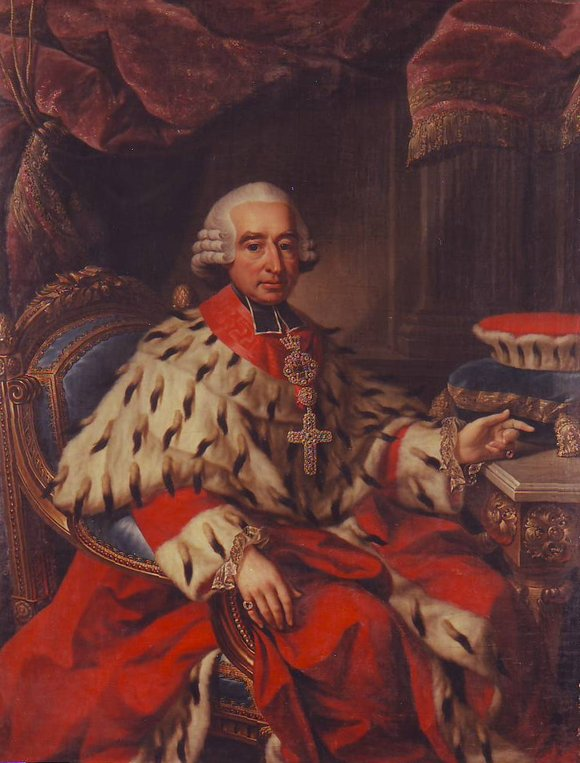
Porträt des Erzbischofs von Mainz, Friedrich Karl Joseph von Erthal (1786)
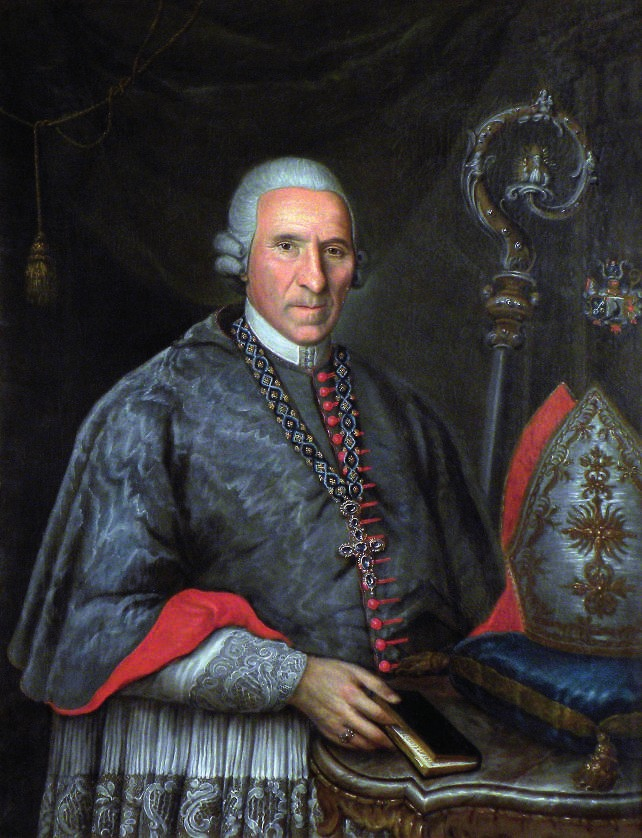
Porträt des Melchior Zösch (um 1785)
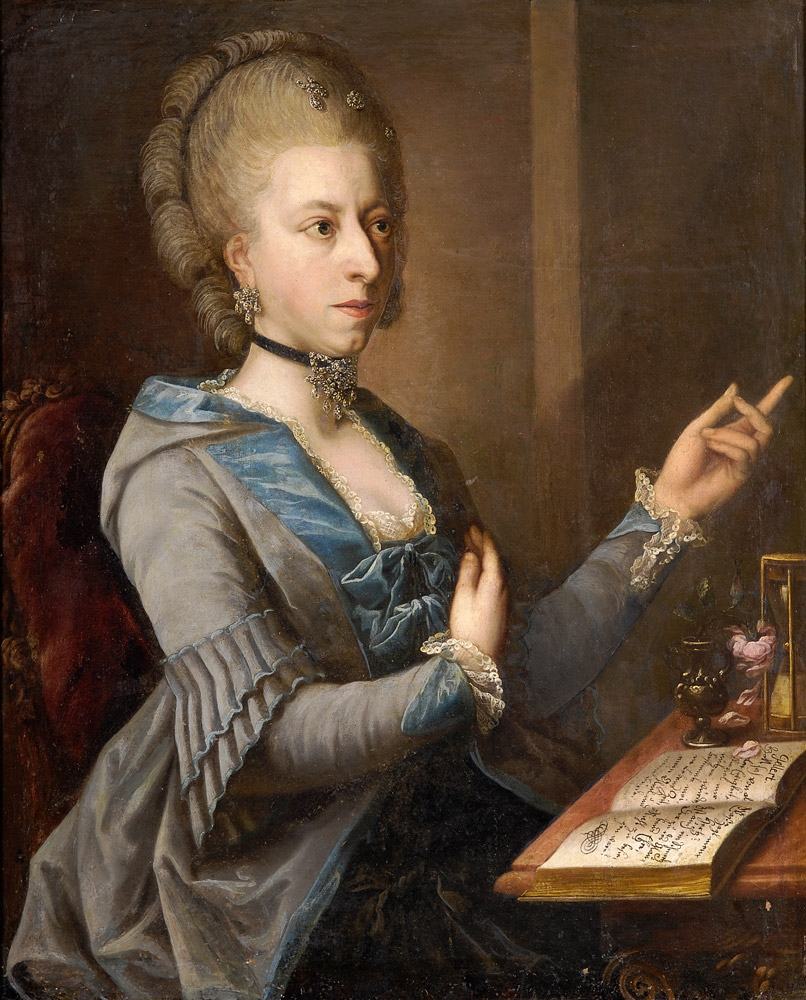
Porträt der Ehefrau des Johann Kaspar Enslin (um 1788)
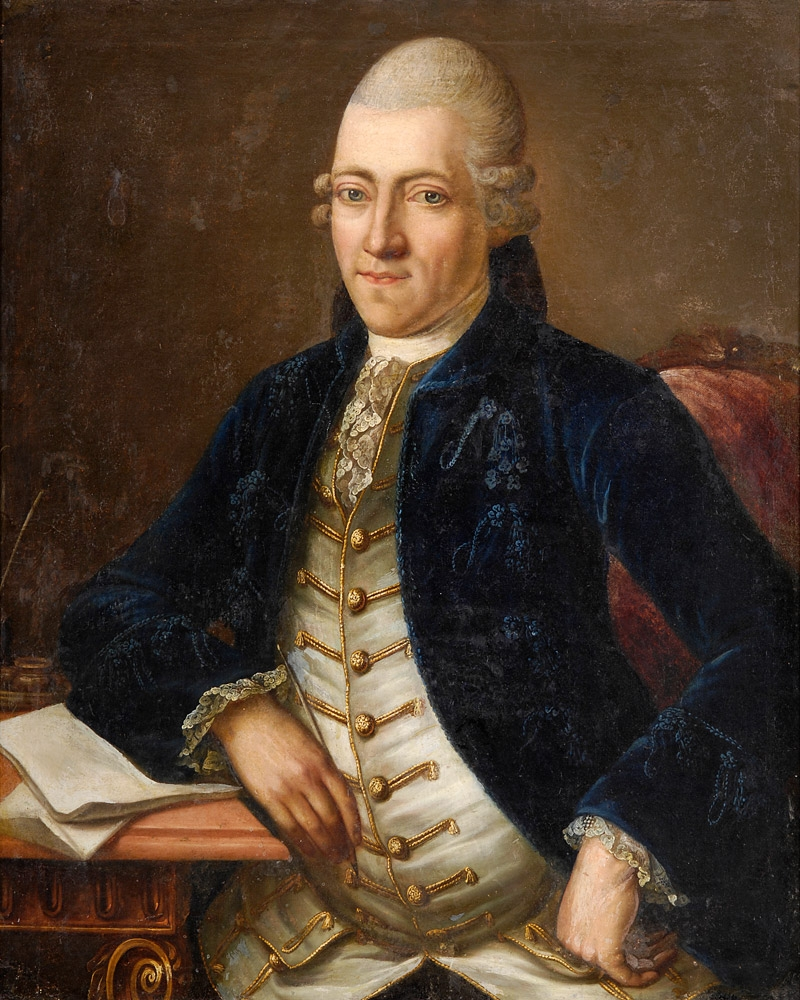
Porträt des Johann Kaspar Enslin (um 1788)
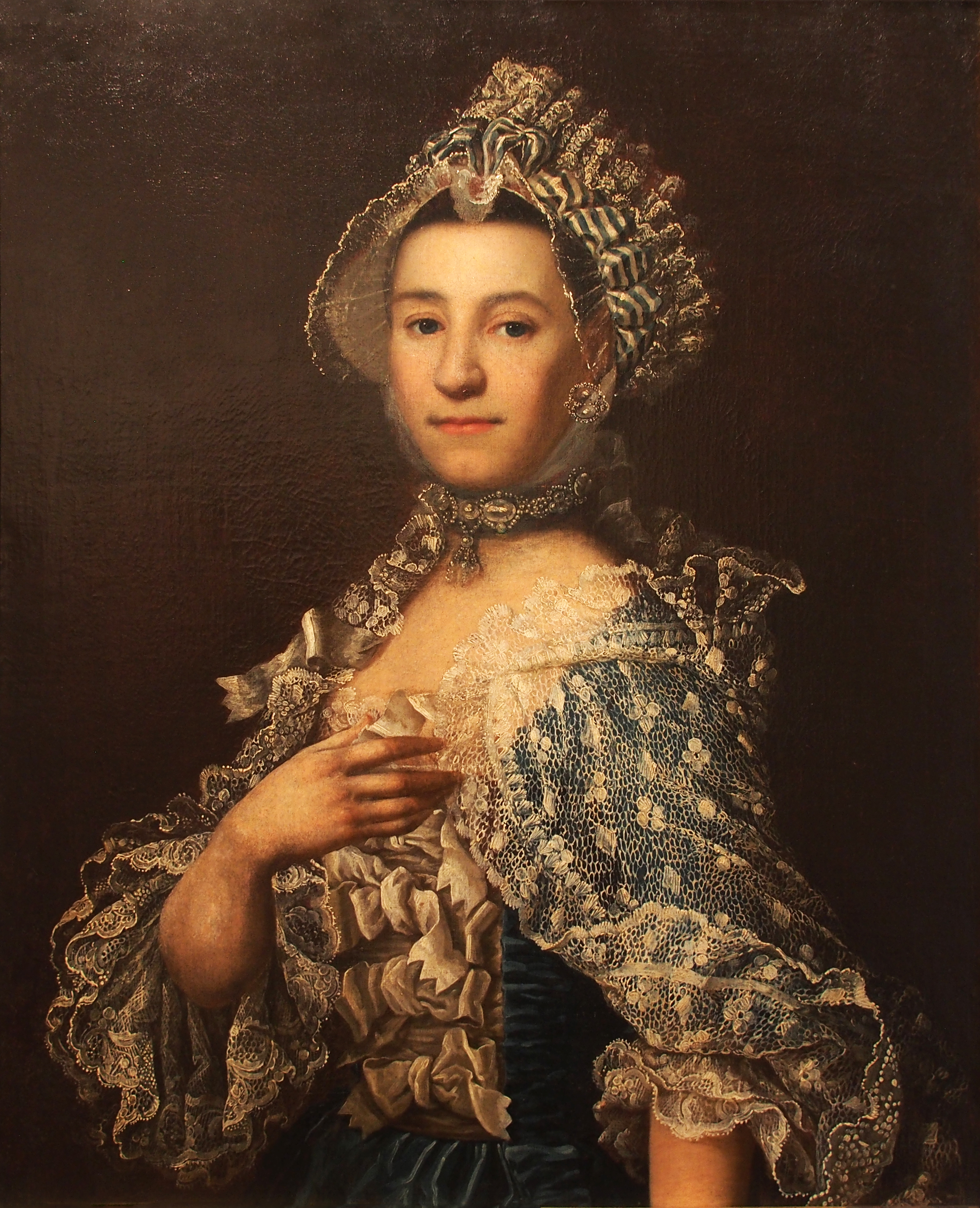
Porträt der Maria Salver (Witwe von Georg Anton Urlaub)
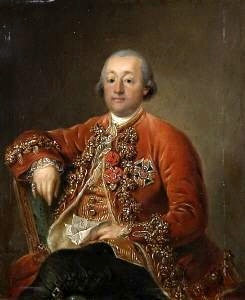
Porträt des Philipp Karl von Hoheneck, Mainzer Domherr (1786)
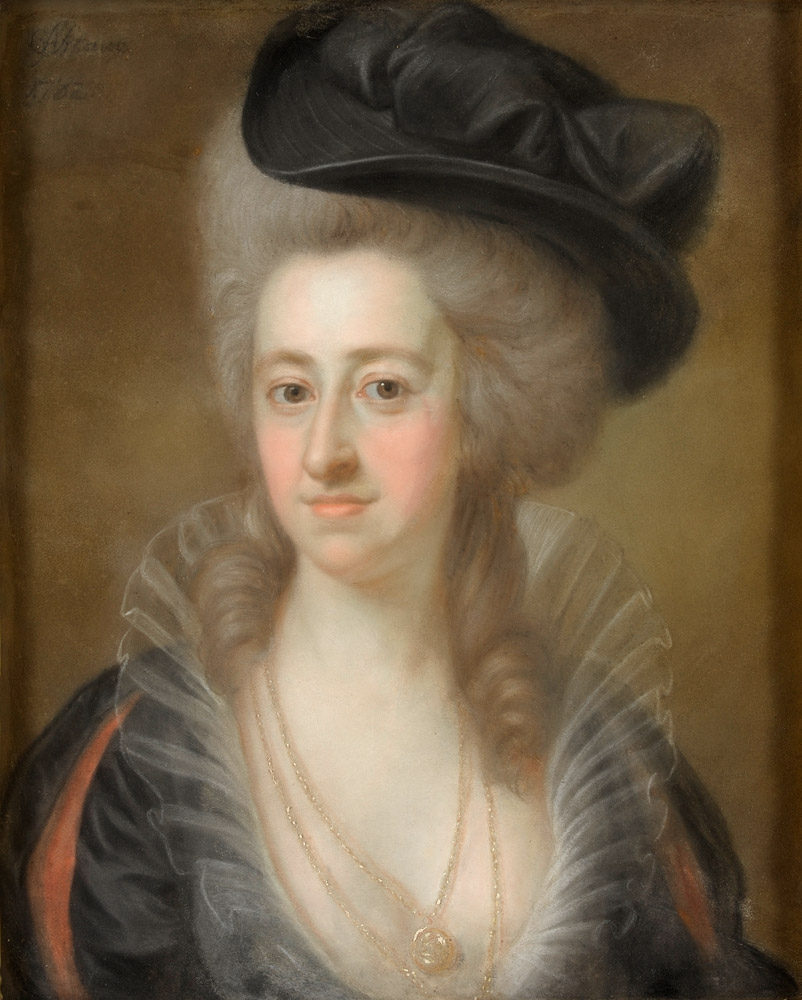
Porträt der Baronin von Lerchenfeld (1782)
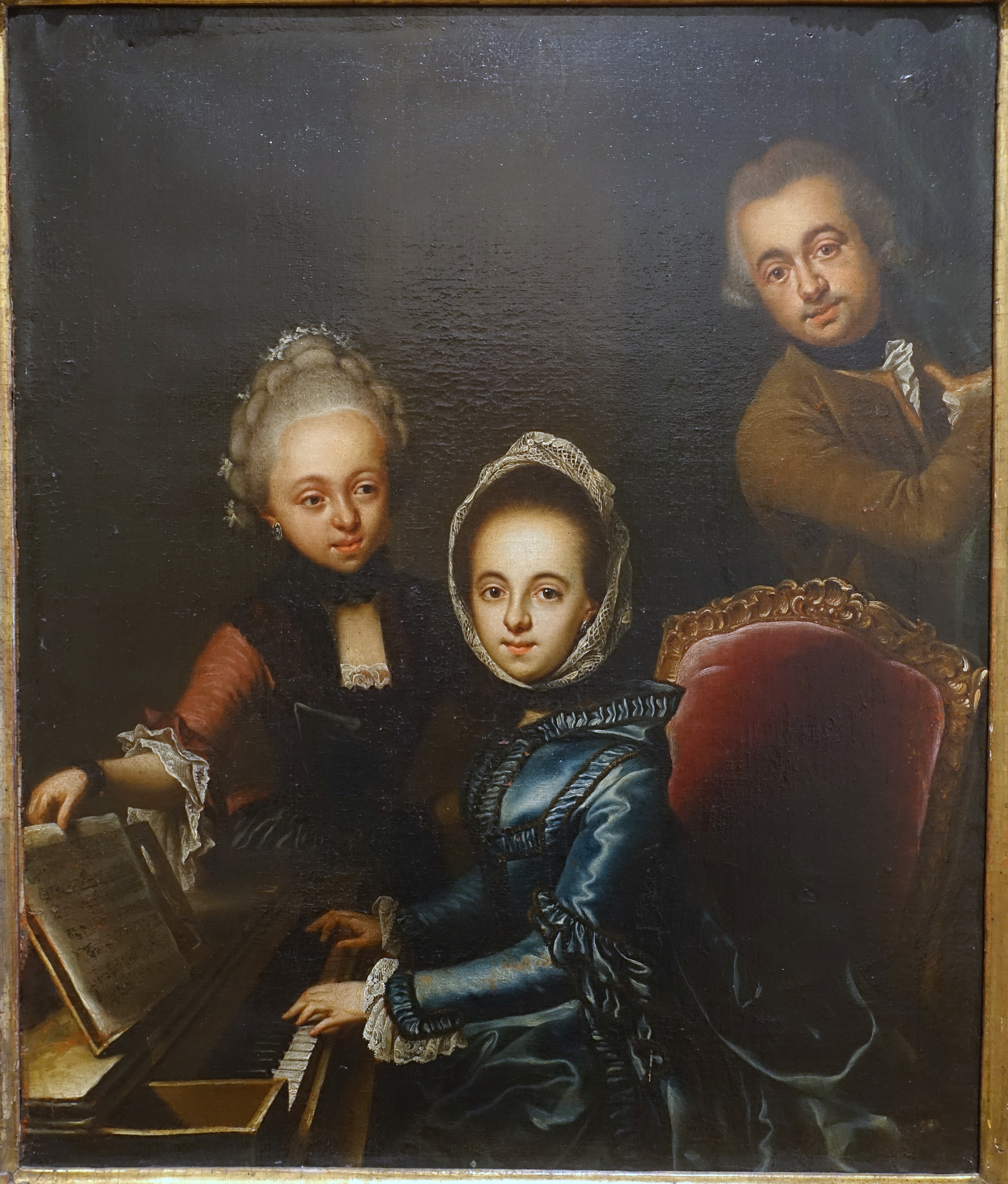
Selbstporträt mit Schwestern (um 1770)